# Guido Ascanio Sforza di Santa Fiora

Stemma degli Sforza di Santa Fiora

Guido Ascanio Sforza di Santa Fiora (Roma, 26 novembre 1518 – Villa Canedo, 6 ottobre 1564) è stato un cardinale e patriarca cattolico italiano.

## Biografia
Il cardinale Guido Ascanio Sforza nacque a Roma il 26 novembre 1518 da Bosio II Sforza, quarto conte di Santa Fiora e Cotignola, e da Costanza Farnese, figlia naturale di Paolo III (1534-1549). Era fratello del cardinale Alessandro di Santa Fiora e cugino del cardinale Alessandro Farnese, di cui era anche intimo amico.
Non si hanno informazioni sul tipo di studi condotti dallo Sforza, destinato fin dalla nascita alla carriera ecclesiastica. All'età di dieci anni, il 12 novembre 1528, fu eletto vescovo di Montefiascone e Corneto (l'odierna Tarquinia), alla cui diocesi rinunciò il 4 giugno 1548.
A 16 anni, nel concistoro del 18 dicembre 1534, fu creato cardinale diacono dal nonno, il pontefice Paolo III.
Dopo vari incarichi per conto della Curia Romana, nel 1555 fu arrestato per un breve periodo con l'accusa di cospirazione in favore degli spagnoli.
Morì a Villa Canedo, presso Mantova, il 6 ottobre 1564, per una febbre maligna. La notizia della sua morte giunse a Roma 3 giorni dopo. Traslato a Roma, fu sepolto nella cappella di famiglia nella basilica di Santa Maria Maggiore.

## LeGrandi Epochedi Francesco Cherbi
Nel 1839, il sacerdote parmense Francesco Cherbi fece pubblicare nella città nativa il libro dal titolo Le grandi epoche sacre, diplomatiche, cronologiche, critiche della chiesa vescovile di Parma, che riguardo a Guido Ascanio Sforza afferma:
Sforza, figlio di Bosio secondo, e fratello di Francesco 1.° duca di Milano, Conte di Santa Fiora, Signore di Gastell'Arquato, di S. Gioauni, di Vignola, e di altre terre, e di Costanza sorella di Pier Luigi, morta in Roma nel 1545. Eletto vescovo della Chiesa di Parma essendo giunto all'età di anni 16. Nel 1536 fu Cardinale de' Santi Vito e Modesto, ed in quest'anno 1538 debbe ritenersi Amministratore Vescovo parmense.»
(Rev. Francesco Cherbi, Le grandi epoche sacre, diplomatiche, cronologiche, critiche della chiesa vescovile di Parma, 1839)
Il testo prosegue narrando che papa Paolo III indirizzò una lettera al nipote con la quale raccomandava alla sua attenzione li due compagni del P. Ignazio Loyola, i gesuiti Pietro Fabbri e Giacomo Laynez, futuro successore alla carica di Preposito Generale della Compagnia di Gesù. 

Il Cardinale Legato di Parma diede loro ospitalità "in una camera dietro all'Oratorio di San Giovanni Battista presso la Parrocchial Chiesa di Sant'Andrea", nel quale si dedicarono all'educazione della gioventù.
Alla loro opera si unirono spontaneamente numerosi abitanti del luogo nella vesti di coaudiutori, e, tra essi, padre Antonio Criminali, "dal suo Maestro Padre Ignazio" inviato ad evangelizzare le Indie Orientali, dove, "preso da que' barbari in odio alle fe' da lui annunziata, fu ucciso l'anno 1549, ed ebbe l'onore di essere il primo martire della Gesuitica religione". 

Il processo sul martirio del Servo di Dio Antonio Criminali fu aperto l'8 ottobre 1901.

## Incarichi ricoperti
- Vescovo di Montefiascone e Corneto dal 12 novembre 1528 al 4 giugno 1548 e nei periodi 1550-1551 e 1553-1555;
- Cardinale diacono dei Santi Vito e Modesto dal 18 dicembre 1534 al 31 maggio 1540;
- Amministratore di Parma dal 13 agosto 1535 al 26 aprile 1560;
- Legato a Bologna e in Romagna dal 1536 a 1540;
- Camerlengo di Santa Romana Chiesa dal 22 ottobre 1537 alla morte;
- Legato a latere in Ungheria nel 1540;
- Incaricato di raccogliere denaro per la guerra contro i turchi dal 10 febbraio 1540;
- Cardinale diacono di Santa Maria in Cosmedin dal 31 maggio 1540 al 10 dicembre 1540;
- Cardinale diacono di Sant'Eustachio dal 10 dicembre 1540 al 9 marzo 1552;
- Patriarca titolare di Alessandria dal 6 aprile 1541 al 20 maggio 1541;
- Amministratore di Anglona dal 24 novembre 1542 al 20 dicembre 1542;
- Protettore di Armenia e di Spagna dal 1542;
- Legato nella Marca Anconitana dal 1542;
- Elettore al conclave del 1549-1550;
- Cardinale diacono di Santa Maria in Via Lata dal 9 marzo 1552 alla morte;
- Elettore nei due conclavi del 1555;
- Elettore nel conclave del 1559.

## Albero genealogico
|                                                           |                    |                                                     | Genitori                                   |  |  | Nonni |  |  | Bisnonni                                               |  |  | Trisnonni                                        |  |
|                                                           |                    |                                                     |                                            |  |  |       |  |  | Guido Sforza di Santa Fiora, VIII conte di Santa Fiora |  |  | Bosio I Sforza, VII conte ex uxor di Santa Fiora |  |
|                                                           |                    |                                                     |                                            |  |  |       |  |  | Guido Sforza di Santa Fiora, VIII conte di Santa Fiora |  |  | Bosio I Sforza, VII conte ex uxor di Santa Fiora |  |
|                                                           |                    | Cecilia Aldobrandeschi, VII contessa di Santa Fiora |                                            |  |  |       |  |  | Guido Sforza di Santa Fiora, VIII conte di Santa Fiora |  |  |                                                  |  |
| Federico I Sforza di Santa Fiora, IX conte di Santa Fiora |                    |                                                     |                                            |  |  |       |  |  | Guido Sforza di Santa Fiora, VIII conte di Santa Fiora |  |  |                                                  |  |
|                                                           |                    | Francesca Farnese                                   | Angelo Farnese                             |  |  |       |  |  |                                                        |  |  |                                                  |  |
|                                                           |                    | Francesca Farnese                                   | Angelo Farnese                             |  |  |       |  |  |                                                        |  |  |                                                  |  |
|                                                           |                    | Francesca Farnese                                   | Costanza Malatesta                         |  |  |       |  |  |                                                        |  |  |                                                  |  |
| Bosio II Sforza di Santa Fiora, X conte di Santa Fiora    |                    | Francesca Farnese                                   |                                            |  |  |       |  |  |                                                        |  |  |                                                  |  |
|                                                           |                    | Niccolò Orsini                                      | Aldobrandino Orsini, V conte di Pitigliano |  |  |       |  |  |                                                        |  |  |                                                  |  |
|                                                           |                    | Niccolò Orsini                                      | Aldobrandino Orsini, V conte di Pitigliano |  |  |       |  |  |                                                        |  |  |                                                  |  |
|                                                           |                    | Niccolò Orsini                                      | Bartolomea Orsini                          |  |  |       |  |  |                                                        |  |  |                                                  |  |
| Bartolomea Orsini di Pitigliano                           |                    | Niccolò Orsini                                      |                                            |  |  |       |  |  |                                                        |  |  |                                                  |  |
|                                                           |                    | Elena Conti                                         | Grato Conti                                |  |  |       |  |  |                                                        |  |  |                                                  |  |
|                                                           |                    | Elena Conti                                         | Grato Conti                                |  |  |       |  |  |                                                        |  |  |                                                  |  |
|                                                           |                    | Elena Conti                                         | …                                          |  |  |       |  |  |                                                        |  |  |                                                  |  |
| Guido Ascanio Sforza di Santa Fiora                       |                    | Elena Conti                                         |                                            |  |  |       |  |  |                                                        |  |  |                                                  |  |
|                                                           | Pier Luigi Farnese | Ranuccio Farnese                                    |                                            |  |  |       |  |  |                                                        |  |  |                                                  |  |
|                                                           | Pier Luigi Farnese | Ranuccio Farnese                                    |                                            |  |  |       |  |  |                                                        |  |  |                                                  |  |
|                                                           | Pier Luigi Farnese | Agnese Monaldeschi                                  |                                            |  |  |       |  |  |                                                        |  |  |                                                  |  |
| Paolo III                                                 | Pier Luigi Farnese |                                                     |                                            |  |  |       |  |  |                                                        |  |  |                                                  |  |
|                                                           |                    | Giovannella Caetani                                 | Onorato Caetani, signore di Sermoneta      |  |  |       |  |  |                                                        |  |  |                                                  |  |
|                                                           |                    | Giovannella Caetani                                 | Onorato Caetani, signore di Sermoneta      |  |  |       |  |  |                                                        |  |  |                                                  |  |
|                                                           |                    | Giovannella Caetani                                 | Caterina Orsini                            |  |  |       |  |  |                                                        |  |  |                                                  |  |
| Costanza Farnese                                          |                    | Giovannella Caetani                                 |                                            |  |  |       |  |  |                                                        |  |  |                                                  |  |
|                                                           |                    | Rufino Ruffini                                      | …                                          |  |  |       |  |  |                                                        |  |  |                                                  |  |
|                                                           |                    | Rufino Ruffini                                      | …                                          |  |  |       |  |  |                                                        |  |  |                                                  |  |
|                                                           |                    | Rufino Ruffini                                      | …                                          |  |  |       |  |  |                                                        |  |  |                                                  |  |
| Silvia Ruffini                                            |                    | Rufino Ruffini                                      |                                            |  |  |       |  |  |                                                        |  |  |                                                  |  |
|                                                           |                    | …                                                   | …                                          |  |  |       |  |  |                                                        |  |  |                                                  |  |
|                                                           |                    | …                                                   | …                                          |  |  |       |  |  |                                                        |  |  |                                                  |  |
|                                                           |                    | …                                                   | …                                          |  |  |       |  |  |                                                        |  |  |                                                  |  |
|                                                           |                    | …                                                   |                                            |  |  |       |  |  |                                                        |  |  |                                                  |  |